# Scott-Syndrom
Das Scott-Syndrom ist eine sehr seltene angeborene Erkrankung mit einer Blutungsneigung.
Synonym: englisch Platelet factor X receptor deficiency
Die Erstbeschreibung stammt aus dem Jahre 1967 durch die US-amerikanischen Ärzte A. J. Robinson, P. M. Aggeler und Mitarbeiter.
Die Namensbezeichnung „Scott Syndrom“ wurde im Jahre 1994 durch H. J. Weiss vorgeschlagen.
Das Syndrom ist nicht zu verwechseln mit dem SCOT-Mangel, einer Stoffwechselstörung.

## Verbreitung
Die Häufigkeit wird mit unter 1 zu 1.000.000 angegeben, die Vererbung erfolgt autosomal-rezessiv.

## Ursache
Der Erkrankung liegen Mutationen im ANO6-Gen auf Chromosom 12 Genort q12 zugrunde. Das Gen wird auch als TMEM16F Gen bezeichnet.

## Klinische Erscheinungen
Klinische Kriterien sind:
- hämorrhagische Diathese
- verminderter Prothrombin-Verbrauch in der Serum-Prothrombin-Zeit (SPT), ansonsten normale Gerinnungsparameter

Anscheinend ist die Prokoagulans-Aktivität gestört, aktivierte Thrombozyten können keine anionischen Phospholipide ausbilden und Proagulans-Mikropartikel ausschütten. Die Präsentation von Phosphatidylserin an der Oberfläche aktivierter Thrombozyten ist essentiell für die Bildung wirksamer Enzymkomplexe.

## Diagnose
Die Diagnose ergibt sich aus der Blut- und Gerinnungsuntersuchung. Dabei sind typischerweise alle Gerinnungsparameter außer der Serum-Prothrombin-Zeit normal.